# Stefan de Liechtenstein
El príncipe Stefan de Liechtenstein (nacido Stefan Carl Manfred Alfred Alexander Joseph Maria; Klagenfurt, 14 de noviembre de 1961) es un diplomático liechtensteiniano, actual embajador extraordinario y plenipotenciario del Principado de Liechtenstein ante la Santa Sede.

## Primeros años y educación
Stefan Carl Manfred Alfred Alexander Joseph Maria nació en Klagenfurt, Austria, como hijo del príncipe Alejandro de Liechtenstein y su esposa, la princesa Josefina de Löwenstein-Wertheim-Rosenberg; tiene un hermano gemelo, el príncipe Christian, y un hermano menor, el príncipe Emanuel. Fue criado en una finca familiar ubicada en Rosegg, una ciudad de Carintia cerca de la frontera con Eslovenia. 
La familia Stefan pertenece a la línea existente más joven de la Casa de Liechtenstein, siendo descendiente del hijo del príncipe Juan I José, Eduard Franz. Su tío materno es Alois-Konstantin, noveno príncipe de Löwenstein-Wertheim-Rosenberg, y está lejanamente relacionado con el actual soberano de Liechtenstein, el príncipe Juan-Adán II.
El príncipe Stefan recibió educación en Carintia, y obtuvo un grado en administración de empresas por la Universidad de Innsbruck en 1987. Entre 1988 y 1991, trabajó para el Union Bank of Switzerland (UBS) en Zúrich, y luego en Frankfurt como director de banca de inversión hasta 1995 en la misma institución. Desde 1995 hasta 2001, junto a su hermano menor Emanuel dirigieron un proyecto turístico en la finca familiar en Rosegg.

## Trayectoria
En junio de 2001 fue nombrado embajador de Liechtenstein ante Suiza, desempeñando funciones hasta de 2007. Ese año se convirtió en el tercer Embajador Extraordinario y Plenipotenciario en Alemania. En 2008, las autoridades alemanas acusaron a Liechtenstein de utilizar su condición de paraíso fiscal para ayudar a evasores de impuestos a evitar el enjuiciamiento. El príncipe Stefan defendió la política de su país y dijo: "Uno no siempre puede asumir que cada cliente que entra por la puerta es un criminal. No vamos a cambiar todo nuestro sistema legal, un sistema que incluye la protección de la privacidad de nuestros ciudadanos". En 2017 presentó sus cartas credenciales como embajador extraordinario y plenipotenciario ante la Santa Sede, y en esa calidad participó en el funeral del papa Benedicto XVI.

## Matrimonio y descendencia
Stefan contrajo matrimonio en Viena, con la condesa Florentina de Thun y Hohenstein, el 18 de junio de 1988. La pareja tiene cuatro hijos: los príncipes Lukas (n. 1990), y Konrad (n. 1992), y las princesas Anna (n. 1994) y Rita (n. 1999).